# V338 Большого Пса
V338 Большого Пса (лат. V338 Canis Majoris) — одиночная переменная звезда в созвездии Большого Пса на расстоянии (вычисленном из значения параллакса) приблизительно 3137 световых лет (около 962 парсеков) от Солнца. Видимая звёздная величина звезды — от +13,5m до +12m.

## Характеристики
V338 Большого Пса — красный гигант, пульсирующая полуправильная переменная звезда типа SRB (SRB) спектрального класса M6III или M6.